# Zadok Ben-David

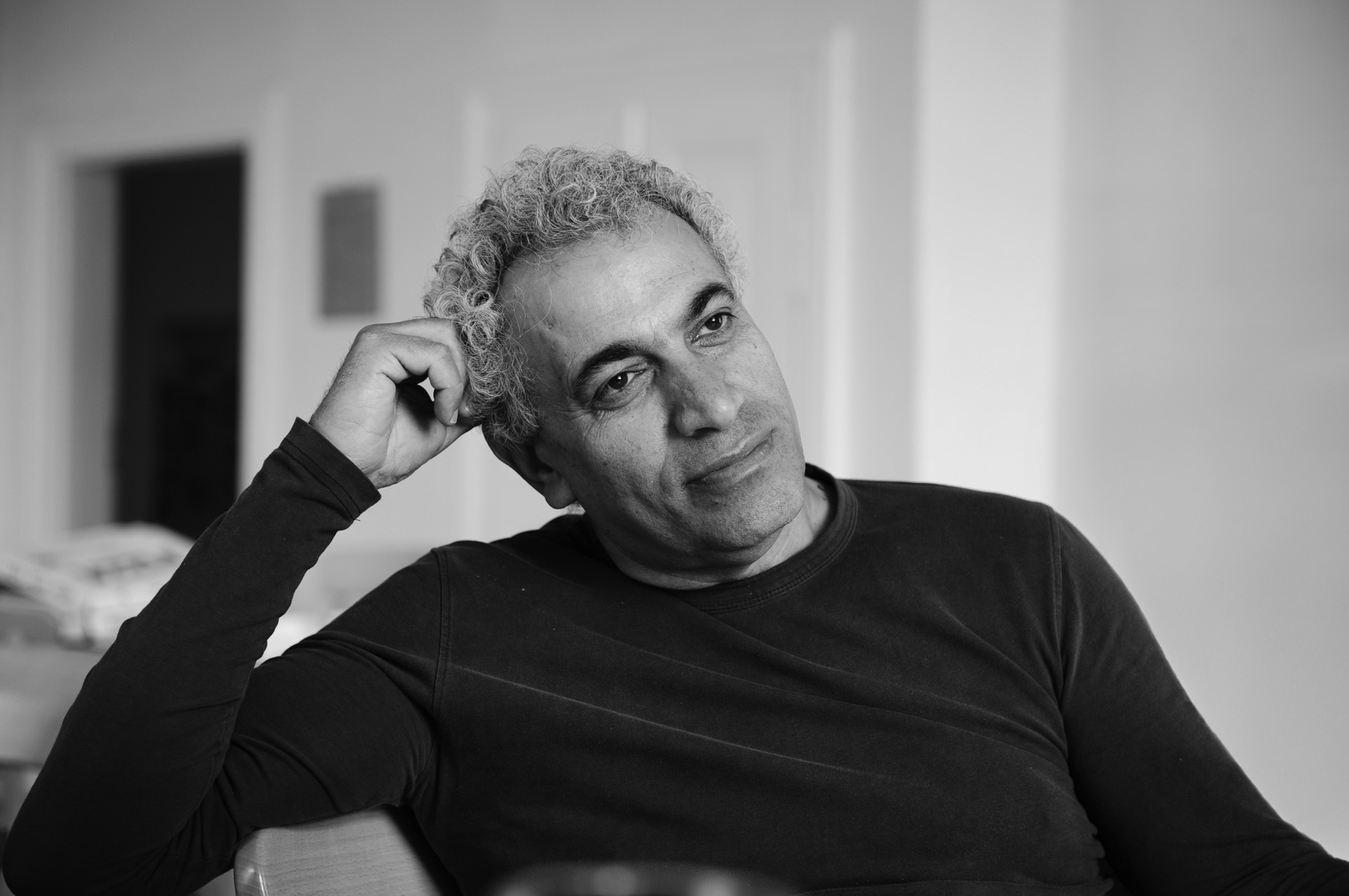
Zadok Ben-David

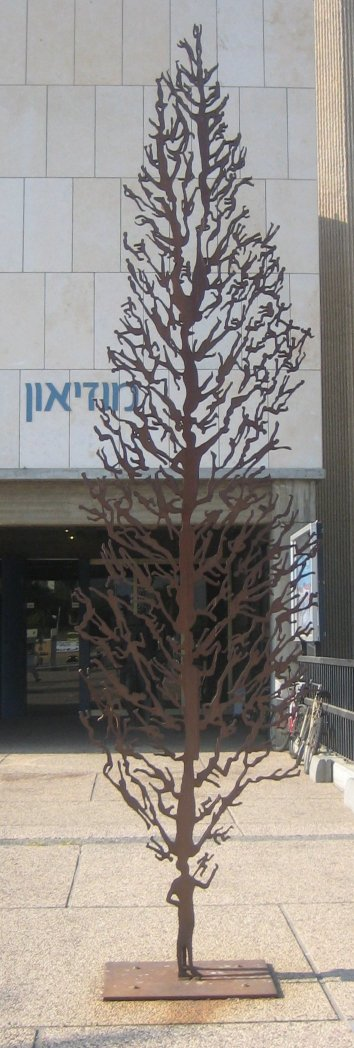
Lone Cypress in Tel Aviv

Zadok Ben-David (Hebreeuws: בן צדוק דוד) (Beihan, 1949) is een Israëlische beeldhouwer en installatiekunstenaar.

## Leven en werk
Ben-David werd geboren in 1949 in het Zuid-Saoedische Emiraat Beihan, dat deel uitmaakte van het Britse
protectoraat Aden (thans Jemen). In hetzelfde jaar emigreerde de familie Ben-David naar Israël. Hij studeerde van 1971 tot 1973 aan de Bezahel Academy of Art & Design in Jeruzalem, maar verliet, teleurgesteld omdat hij zijn beeldhouwexamen niet haalde, de opleiding. Hij verhuisde naar Londen en studeerde enige tijd in Reading aan de University of Reading en schreef zich in aan het Central Saint Martins College of Art and Design. Hij studeerde er tot 1976, maar werd reeds tijdens zijn studie aangesteld als leerkracht. Gedurende vijf jaar was hij docent aan Saint Martins.
In 1988 vertegenwoordigde Ben-David, alhoewel hij in Londen leefde, Israël tijdens de Biënnale van Venetië. In 2009 kreeg Ben-David een grote overzichtstentoonstelling Human Nature in twee zalen van het Tel Aviv Museum of Art, onder andere met de installatie Blackfield dat een oppervlak besloeg van 140 m² en waaraan hij gedurende twee jaar had gewerkt. Delen van het werk waren reeds geëxposeerd in galeries in Londen, Sydney en Seoel.
In Nederland werd zijn werk Horse Power uit 1999 in 2003 geïnstalleerd op het Koningsplein in het Haagse Regentessekwartier. Het werk heeft, ondanks de open constructie, diverse stormen in 2004 en 2005 niet overleefd en is verwijderd. De sokkel staat sindsdien leeg.
De kunstenaar woont en werkt afwisselend in Londen en Tel Aviv.

## Werken (selectie)
- As There Is No Hunting Tomorrow (1986/1996), Forest of Dean Sculpture Trail in het Engelse graafschap Gloucestershire
- Beyond the Limit (1996) in Tel Aviv
- Conversation Piece (1996)
- Horse Power[2][3](1999), Koningsplein in Den Haag
- For is the tree of the field man (2003), Yad Vashem in Jeruzalem
- Looking Back (2005)[4], Cass Sculpture Foundation in West Sussex
- Evolution and Theory (2006)
- Troubles in the Square (2006), Tel Aviv
- The Man Who Never Ceased To Grow (2006), beeldenroute Kunstweg MenschenSpuren in het Neandertal
- Lone Cypress (2006), Tel Aviv Museum of Art in Tel Aviv
- Innerscape on the Move (2008)
- Sunny Moon (2008)
- Blackfield (2008)

## Fotogalerij

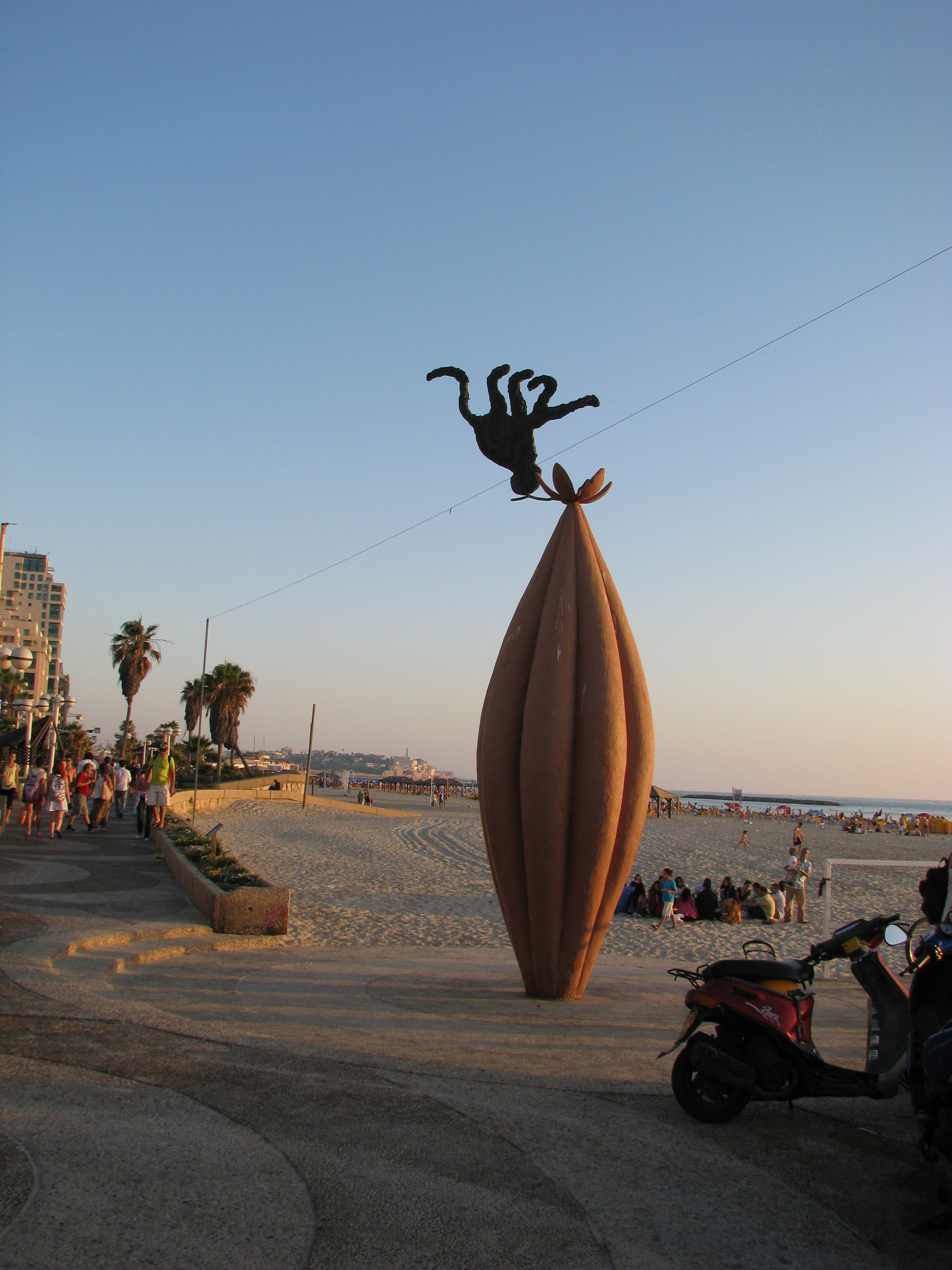
Beyond the Limit (1996)
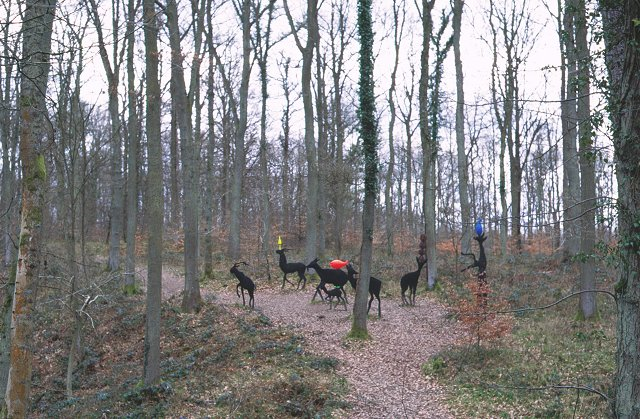
As There Is No Hunting Tomorrow (1986/96)
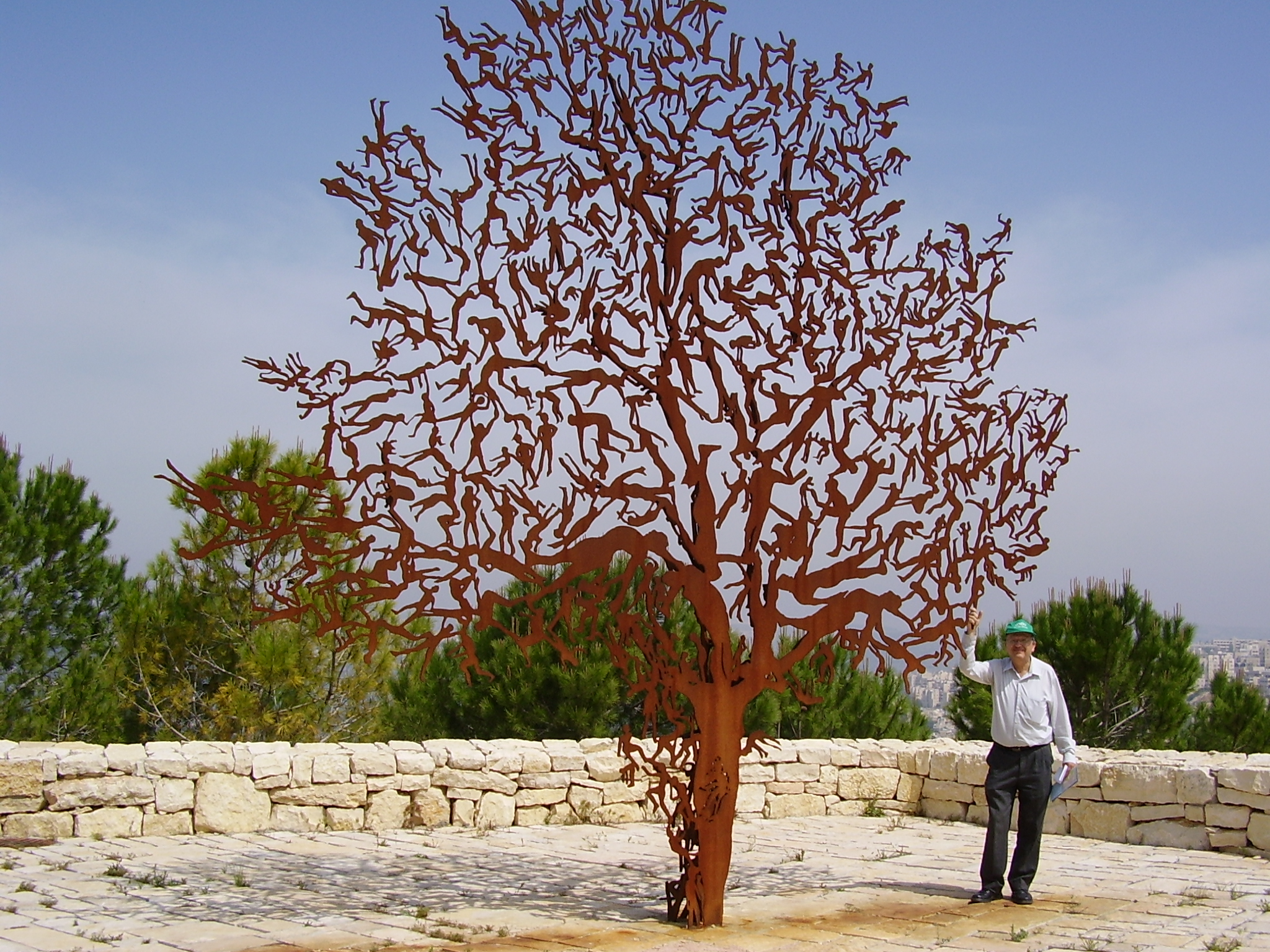
For is the tree of the field man (2003)
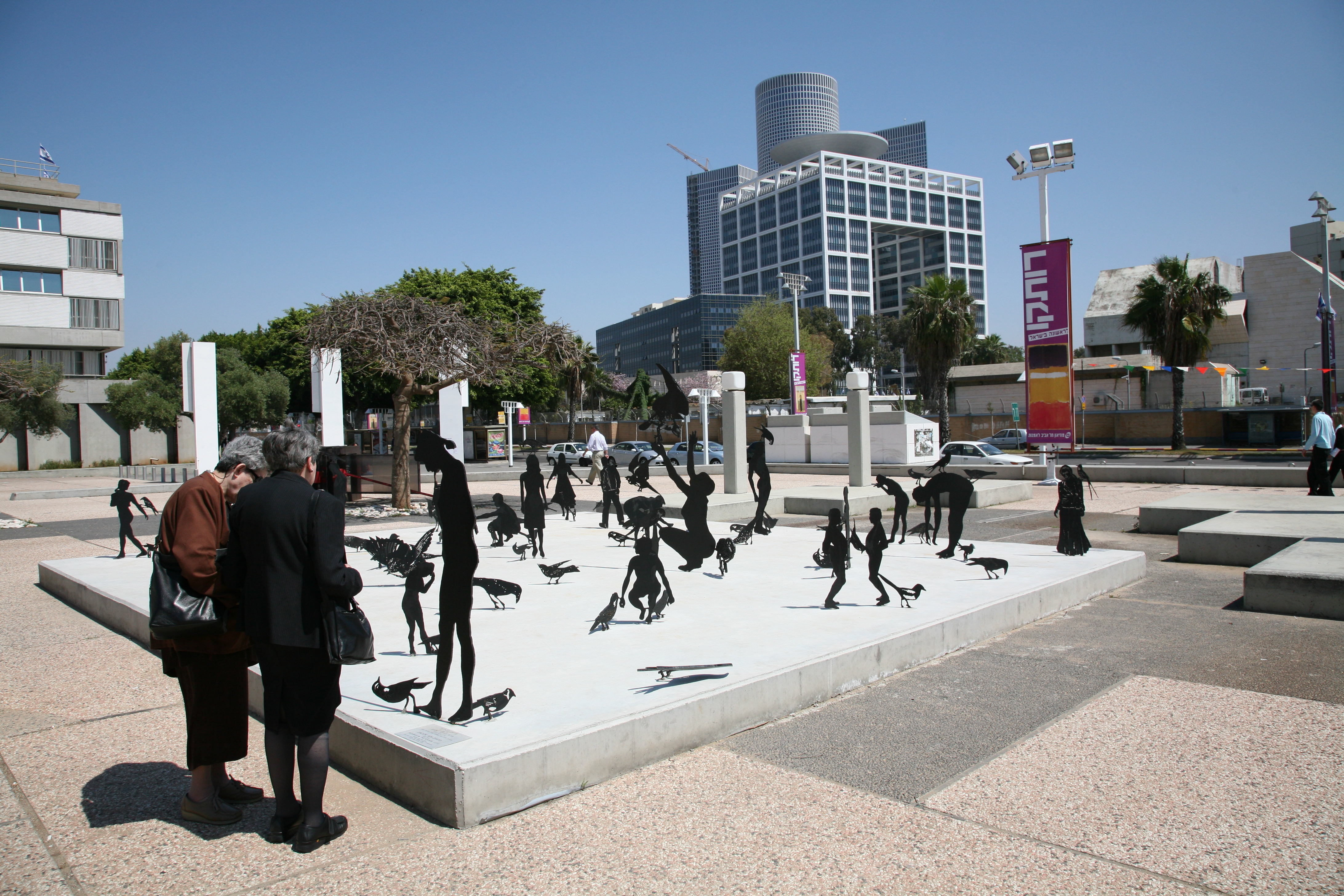
Troubles in the Square (2006)
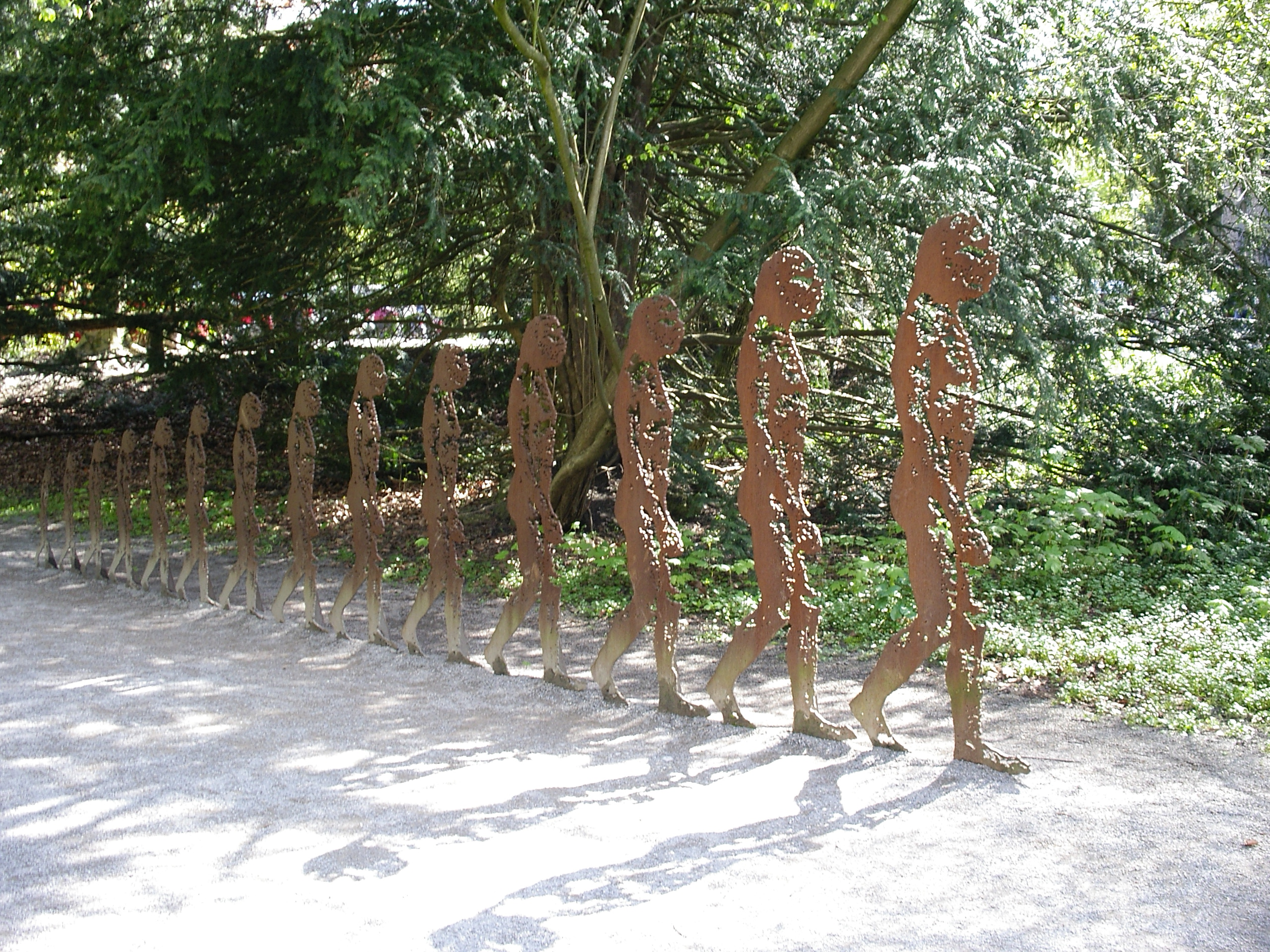
The Man Who Never Ceased To Grow (2006)